# Eleanor Rigby
Eleanor Rigby is een lied, geschreven door Paul McCartney, dat op naam staat van het duo Lennon-McCartney. Het werd in 1966 door The Beatles uitgebracht als een single met een dubbele A-kant (de andere A-kant is Yellow Submarine). De single werd op dezelfde dag uitgebracht als het album Revolver. Beide nummers zijn te vinden op dit album.

## Achtergrond
Deze single haalde in diverse landen de nummer 1-positie in de hitparade, waaronder Nederland, waar de plaat nummer 1 bereikte in de Nederlandse Top 40 op Radio Veronica en de Parool Top 20 op Hilversum 3. In België bereikte de plaat eveneens de nummer 1-positie in de voorloper van de Vlaamse Ultratop 50. Ook in thuisland het Verenigd Koninkrijk bereikte de single de 1e plaats in de UK Singles Chart.
Bij de uitreikingen van de Grammy Awards van 1966 ontving McCartney een Grammy in de categorie "Best Contemporary Rock and Roll Vocal Performance, Male" voor Eleanor Rigby.
Opmerkelijk is dat op de opname van Eleanor Rigby de Beatles zelf geen enkel instrument bespelen. Een strijksextet van vier violisten, twee altviolisten en twee cellisten speelt een door George Martin gearrangeerde partituur. Volgens Martin was de filmmuziek van Bernard Herrmann hierbij een bron van inspiratie voor hem.
Paul McCartney zingt de hoofdstem op dit nummer en George Harrison en John Lennon zingen enkele achtergrond-harmonieën ("Aah, look at all the lonely people"). In interviews zei Lennon tekstuele bijdragen te hebben geleverd, maar dat wordt door de directbetrokkenen ontkend. De regel "writing the words of a sermon that no one will hear" is afkomstig van Ringo Starr. George Harrison schreef drie regels van Eleanor Rigby.

## Betekenis

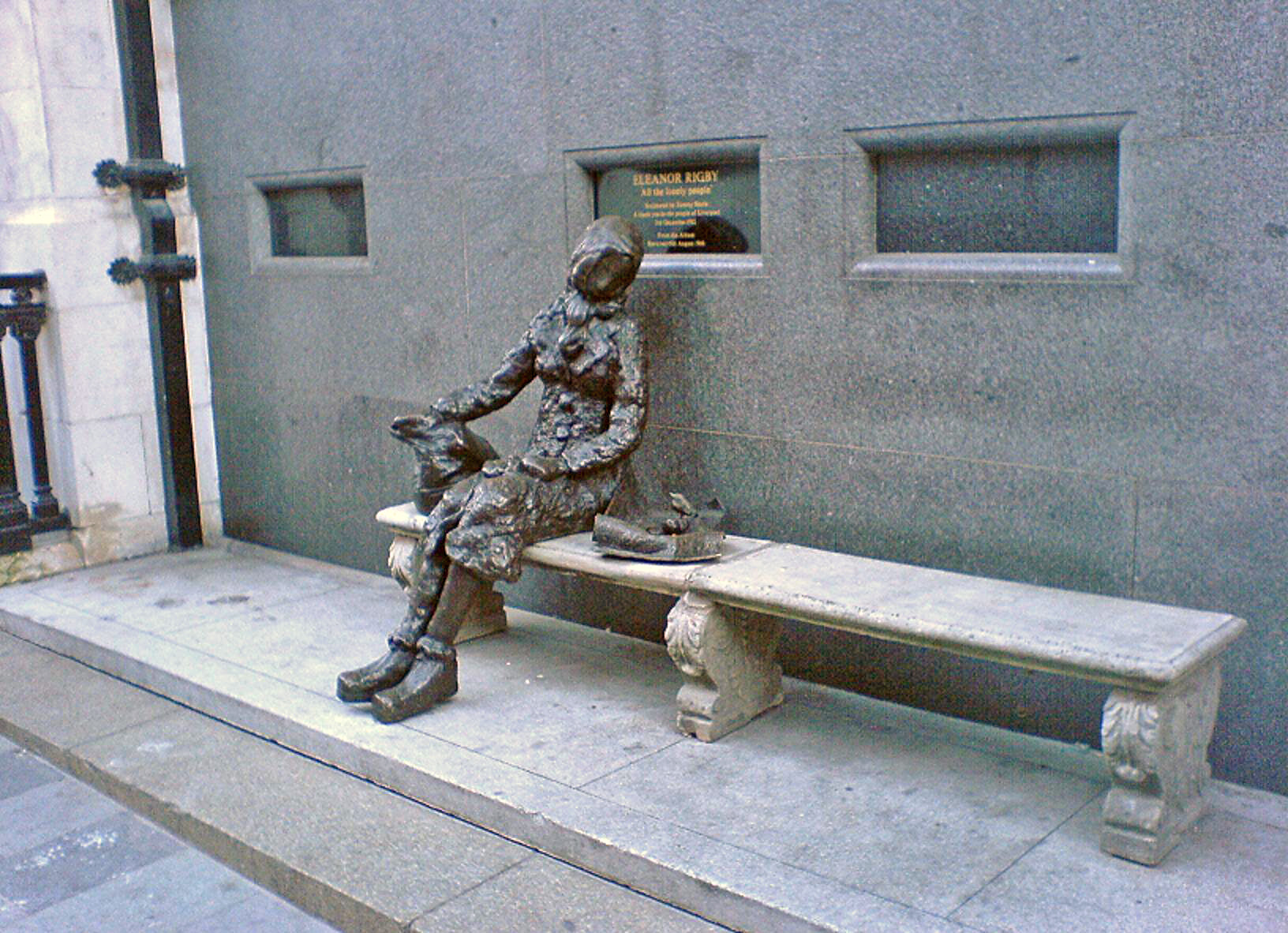
Een standbeeld van de fictieve Eleanor Rigby, in 1982 gemaakt door Tommy Steele, bevindt zich in Stanley Street, Liverpool, als eerbetoon aan The Beatles en aan "all the lonely people".

De tekst vertelt het verhaal van een eenzame vrouw en een priester. De helden van het lied zijn eenzame mensen, wier lot pas met elkaar verweven is wanneer de vrouw sterft in de kerk waar de priester preekt. Voor de vrouw had McCartney oorspronkelijk de naam 'Daisy Hawkins' bedacht en voor de priester 'Father McCartney'. In de definitieve versie werd het 'Eleanor Rigby', naar de actrice Eleanor Bron en een winkelnaam in Bristol, Rigby & Evens. De priester werd 'Father McKenzie', omdat hij bij nader inzien vond dat deze figuur niet geassocieerd moest worden met zijn eigen vrolijke vader Jim McCartney.
Eleanor Rigby was een belangrijke stap in de ontwikkeling van de Beatles van een podiumgroep naar een experimentele studioband, hoewel er geen technische trucs werden toegepast. Ze hadden zich al vaker losgemaakt van het genre liefdesliedjes, maar nog niet zo expliciet als hier. Hoewel thema's als dood en eenzaamheid bepaald niet nieuw waren in popliedjes, zijn die in Eleanor Rigby niet beperkt tot particulier verdriet. Het personage Eleanor Rigby diende als archetype voor vele vergeten eenzame mensen, wat door de herhaalde regel Aah, look at all the lonely people en het drie keer voorkomende refrein All the lonely people / Where do they all come from? / All the lonely people / Where do they all belong? benadrukt wordt. Het poplied werd hiermee tot een kunstvorm met een gelaagde betekenis.

## Andere uitvoeringen
Van Eleanor Rigby zijn meer dan 200 coverversies gemaakt. George Martin bracht al in november 1966 de eerste uit op George Martin Instrumentally Salutes "The Beatle Girls", een van de vele tribute-albums waarmee de producer van de band de easy listening-markt probeerde te veroveren.
Ook raakte het lied in trek bij soulartiesten die hun muzikale horizon wilden verbreden. Ray Charles bracht in 1968 zijn versie uit, die hem een 35e plaats in de Billboard Hot 100 opleverde en een 36e in de Britse top 40. Lennon vond deze cover "fantastisch". Aretha Franklins versie van Eleanor Rigby kwam in december 1969 tot nr.17 in de  Billboard Hot 100. Volgens muziekjournalist Chris Ingham kunnen de covers van zowel Charles als Franklin tot de progressieve soul worden gerekend.
De Britse soulband The Real Thing nam een geactualiseerde versie op die in 2008 uitkwam op Liverpool - The Number Ones Album, een coveralbum met uitsluitend bijdragen van acts uit de  Merseystad. Het eerste couplet wordt voorafgegaan door een 'rap' van bandlid Eddie Amoo over Father MacKenzie die de wereld aanschouwt en overal eenzame mensen ziet. Verderop betrekt broer Chris Amoo de daklozen en de kinderen erbij. Paul McCartney, in zijn Beatlestijd een groot fan van Eddies toenmalige groep The Chants, noemde het een van zijn favoriete covers van zijn songs.
McCartney nam zelf ook een nieuwe versie van Eleanor Rigby op (wederom met medewerking van Martin) voor zijn film Give My Regards to Broad Street, die in 1984 uitkwam. De versie werd gebruikt voor een afwijkende scene waarin McCartney een Victoriaans kostuum draagt. Op het bijbehorende soundtrackalbum gaat het lied over in het symfonische Eleanor's Dream. Sinds de wereldtournee van 1989–90 heeft McCartney het regelmatig bij concerten gespeeld.
In 2021 arrangeerde Cody Fry 400 ingezonden opnamen tot een orkestrale cover van Eleanor Rigby. Het leverde een nominatie op bij de 64e Grammy Awards.

## Gebruik in de media
Het sketchprogramma Koefnoen gebruikte het lied als sample in de raptelex over de troonrede. Hierbij was ook een stukje Yellow Submarine te horen.

## Hitnoteringen

### Nederlandse Top 40
| "Yellow Submarine / Eleanor Rigby" in de Nederlandse Top 40 - binnen: 20-08-1966 | "Yellow Submarine / Eleanor Rigby" in de Nederlandse Top 40 - binnen: 20-08-1966 | "Yellow Submarine / Eleanor Rigby" in de Nederlandse Top 40 - binnen: 20-08-1966 | "Yellow Submarine / Eleanor Rigby" in de Nederlandse Top 40 - binnen: 20-08-1966 | "Yellow Submarine / Eleanor Rigby" in de Nederlandse Top 40 - binnen: 20-08-1966 | "Yellow Submarine / Eleanor Rigby" in de Nederlandse Top 40 - binnen: 20-08-1966 | "Yellow Submarine / Eleanor Rigby" in de Nederlandse Top 40 - binnen: 20-08-1966 | "Yellow Submarine / Eleanor Rigby" in de Nederlandse Top 40 - binnen: 20-08-1966 | "Yellow Submarine / Eleanor Rigby" in de Nederlandse Top 40 - binnen: 20-08-1966 | "Yellow Submarine / Eleanor Rigby" in de Nederlandse Top 40 - binnen: 20-08-1966 | "Yellow Submarine / Eleanor Rigby" in de Nederlandse Top 40 - binnen: 20-08-1966 | "Yellow Submarine / Eleanor Rigby" in de Nederlandse Top 40 - binnen: 20-08-1966 | "Yellow Submarine / Eleanor Rigby" in de Nederlandse Top 40 - binnen: 20-08-1966 | "Yellow Submarine / Eleanor Rigby" in de Nederlandse Top 40 - binnen: 20-08-1966 | "Yellow Submarine / Eleanor Rigby" in de Nederlandse Top 40 - binnen: 20-08-1966 | "Yellow Submarine / Eleanor Rigby" in de Nederlandse Top 40 - binnen: 20-08-1966 |
| Week                                                                             | 1                                                                                | 2                                                                                | 3                                                                                | 4                                                                                | 5                                                                                | 6                                                                                | 7                                                                                | 8                                                                                | 9                                                                                | 10                                                                               | 11                                                                               | 12                                                                               | 13                                                                               | 14                                                                               |                                                                                  |
| -------------------------------------------------------------------------------- | -------------------------------------------------------------------------------- | -------------------------------------------------------------------------------- | -------------------------------------------------------------------------------- | -------------------------------------------------------------------------------- | -------------------------------------------------------------------------------- | -------------------------------------------------------------------------------- | -------------------------------------------------------------------------------- | -------------------------------------------------------------------------------- | -------------------------------------------------------------------------------- | -------------------------------------------------------------------------------- | -------------------------------------------------------------------------------- | -------------------------------------------------------------------------------- | -------------------------------------------------------------------------------- | -------------------------------------------------------------------------------- | -------------------------------------------------------------------------------- |
| Nummer                                                                           | 5                                                                                | 1                                                                                | 1                                                                                | 1                                                                                | 1                                                                                | 1                                                                                | 1                                                                                | 3                                                                                | 5                                                                                | 8                                                                                | 12                                                                               | 16                                                                               | 23                                                                               | 35                                                                               | uit                                                                              |

### NPO Radio 2 Top 2000
| Nummer met noteringen in de NPO Radio 2 Top 2000 | '99 | '00 | '01 | '02 | '03 | '04 | '05 | '06 | '07 | '08 | '09 | '10 | '11 | '12 | '13 | '14 | '15 | '16 | '17 | '18 | '19 | '20 | '21 | '22 | '23 | '24 |
| ------------------------------------------------ | --- | --- | --- | --- | --- | --- | --- | --- | --- | --- | --- | --- | --- | --- | --- | --- | --- | --- | --- | --- | --- | --- | --- | --- | --- | --- |
| Eleanor Rigby                                    | 236 | 323 | 420 | 372 | 377 | 338 | 411 | 327 | 292 | 328 | 273 | 320 | 303 | 321 | 308 | 400 | 396 | 419 | 411 | 566 | 454 | 492 | 429 | 401 | 441 | 229 |

1. ↑  Een vetgedrukt getal geeft de hoogste notering aan.